# 東急モールズデベロップメント
株式会社東急モールズデベロップメント（とうきゅうモールズデベロップメント、TOKYU MALLS DEVELOPMENT CORPORATION）は、東京都渋谷区に本社を置く東急系の商業施設を運営する東急の子会社。東急グループの一企業。「東急スクエア」などのショッピングセンターを展開している。
2006年4月1日に東急商業開発と東急マーチャンダイジング アンド マネージメントの統合により発足した。

## 運営施設
現在の運営施設の詳細は、公式サイトの施設紹介を参照。

### 東急スクエア
- 青葉台東急スクエア（神奈川県横浜市青葉区青葉台/東急田園都市線青葉台駅直結） - South-1本館・別館（地上5階地下1階）、South-2（地上7階地下1階）、North-1（地上4階）、North-2・4（地上2階）、North-3（地上3階）で構成、営業面積28,072m2
- 武蔵小杉東急スクエア（神奈川県川崎市中原区小杉町/東急線・JR南武線武蔵小杉駅直結） - 営業面積11,174m2
- 香林坊東急スクエア (旧:KOHRINBO109)（石川県金沢市香林坊） - 地上4階地下3階、営業面積12,372m2
- みなとみらい東急スクエア (旧:[アット!]及び旧:クイーンズイースト)（神奈川県横浜市西区みなとみらい〈クイーンズスクエア横浜内〉/みなとみらい線みなとみらい駅直結） - ①（地上4階）、②（地上4階）、③（地上5階）、④（地上3階）、STATION CORE（地下3階）で構成、営業面積25,838m2
- 中央林間東急スクエア (旧:中央林間とうきゅう〈東急中央林間ビル〉)（神奈川県大和市中央林間/東急田園都市線中央林間駅直結） - 地上3階、営業面積7,748m2、駅ビル「エトモ中央林間」と2階連絡通路で接続
- 五反田東急スクエア (旧:白木屋五反田分店→五反田東急ストア→五反田とうきゅう→レミィ五反田〈東急五反田ビル〉)（東京都品川区東五反田/東急池上線・JR山手線五反田駅直結） - 地上8階地下1階、営業面積6,815m2
- 東急スクエア ガーデンサイト（東京都大田区田園調布/東急線田園調布駅直結） - 本館・北館・アネックス（地上2階）、南館（地上3階）で構成、営業面積4,577m2

### その他の施設
- グランベリーパーク (旧:グランベリーモール)（東京都町田市鶴間/東急田園都市線南町田グランベリーパーク駅前） - 南町田グランベリーパーク内のオープンモール型商業施設、ステーションコート（地上3階地下1階）、セントラルコート（地上5階地下1階）で構成、営業面積約53,000m2
- たまプラーザテラス（神奈川県横浜市青葉区美しが丘/東急田園都市線たまプラーザ駅直結） - サウスプラザ（地上6階）、ゲートプラザ（地上3階地下3階）、ノースプラザ（旧:たまプラーザ東急SC、地上5階地下3階）で構成、営業面積60,796m2
- 港北 TOKYU S.C. (旧:港北東急百貨店S.C.)（神奈川県横浜市都筑区茅ケ崎中央/市営地下鉄センター南駅前） - 地上6階地下1階、営業面積47,760m2
- あざみ野 三規庭（神奈川県横浜市青葉区あざみ野/東急田園都市線・市営地下鉄ブルーラインあざみ野駅徒歩圏内） - 地上1階、営業面積3,120m2
- cocoti (旧:ピカソ347)（東京都渋谷区渋谷/東急線・東京メトロ渋谷駅付近） - 地上12階地下1階、営業面積8,320m2
- トレインチ自由が丘（東京都目黒区自由が丘・世田谷区奥沢/東急線自由が丘駅付近） - 地上2階、営業面積約1,000m2、大井町線車両基地の跡地に建設
- 二子玉川ライズ・ショッピングセンター（東京都世田谷区玉川/東急線二子玉川駅直結） - 二子玉川ライズ内の商業施設（地上8階地下1階）、営業面積約55,000m2
- etomo - 東急沿線の駅構内や駅近接で展開している商業施設（詳細は公式サイトを参照）

## 沿革

### 旧:東急商業開発
- 1978年（昭和53年）1月17日 - 株式会社ティー・エム・ディー（後:東急商業開発）を設立。
- 1979年（昭和54年）4月28日 - ファッションコミュニティ109（現:SHIBUYA109）を開業。
- 1985年（昭和60年）9月21日 - KOHRINBO109を開業。
- 1986年（昭和61年）4月29日 - ONE-OH-NINEを開業。
- 1987年（昭和62年）10月30日 - 109-(2)を開業。
- 1998年（平成10年）4月25日 - 港北東急百貨店S.C.を開業。
- 2002年（平成14年）
  - 7月20日 - 109MACHIDAを開業。
  - 12月27日 - 東京急行電鉄の100%子会社となる。
- 2004年（平成16年）
  - 5月1日 - 株式会社ティー・エム・ディーから東急商業開発株式会社に商号を変更。
  - 10月9日 - 「109ネットショッピング」を開始。
- 2006年（平成18年）
  - 3月25日 - SHIBUYA109 DREAMSの1号店を静岡市に在る旧:FIVE-J内に開業。
  - 4月1日 - 八王子東急スクエア（1997年（平成9年）3月14日開業、現:八王子オクトーレ）が入居する八王子スクエアビルの所有、サブリースを開始。

### 旧:東急マーチャンダイジングアンドマネージメント
- 1982年（昭和57年）10月2日 - たまプラーザ東急SCを開業。
- 1996年（平成8年）9月2日 - 株式会社東急マーチャンダイジングアンドマネージメントを設立。
- 1997年（平成9年）7月18日 - クイーンズスクエア横浜[アット!]を開業。
- 2000年（平成12年）
  - 4月13日 - 東急スクエア ガーデンサイトを開業。
  - 4月21日 - グランベリーモールを開業（再開発により後に閉業）。
  - 11月1日 - 青葉台東急スクエアを開業。
- 2004年（平成16年）
  - 4月7日 - あざみ野三規庭を開業。
  - 10月16日 - ピカソ347（現:cocoti）を渋谷に開業。

### 東急モールズデベロップメント
- 2006年（平成18年）
  - 4月1日 - 東急商業開発株式会社が株式会社東急マーチャンダイジングアンドマネージメントを吸収合併し、株式会社東急モールズデベロップメントに商号変更。
  - 10月26日 - トレインチ自由が丘 (Trainchi) を開業。
- 2007年（平成19年）
  - 1月19日 - たまプラーザテラスサウスプラザを開業。
  - 3月26日 - 港北東急百貨店S.C.を港北 TOKYU S.C.に名称変更。
  - 5月31日 - Ruvap. を開業。
  - 9月15日 - 109MEN'S天神コアを開業。
  - 10月2日 - たまプラーザテラス ゲートプラザIを開業。
  - 10月6日 - 旧:FIVE-J を全面改装し、SHIZUOKA109を開業（SHIBUYA109 DREAMSを発展させ、109本体の静岡進出となった）。
- 2008年（平成20年）10月4日 - 109MEN'S4丁目プラザを開業
- 2009年（平成21年）
  - 9月23日 - たまプラーザ東急SCをたまプラーザテラスノースプラザに名称変更。
  - 10月22日 - たまプラーザテラス ゲートプラザII 開業
- 2010年（平成22年）
  - 4月17日 - クイーンズスクエア横浜[アット!]内にMINATOMIRAI 109を開業（後に閉業）。
  - 10月7日 - たまプラーザテラス ゲートプラザIIIを開業。
- 2011年（平成23年）
  - 4月26日 - SHIBUYA109 ABENOを開業。
  - 4月29日 - 港北 TOKYU S.C.内にSHIBUYA109 OUTLETを開業（後に閉業）。
- 2013年（平成25年）4月2日 - 武蔵小杉東急スクエアを開業。
- 2014年（平成26年）9月26日 - SHIBUYA109 KAGOSHIMAを開業。
- 2015年（平成27年）12月10日 - 109の海外初進出店舗として香港にSHIBUYA109 HONGKONGを開業。
- 2016年（平成28年）
  - 4月28日 - KOHRINBO109 を全面改装し、香林坊東急スクエア開業。
  - 10月31日 - 株式会社クイーンズイースト（現:株式会社みなとみらい東急スクエア）を100%子会社化。
- 2017年（平成29年）
  - 4月3日 - 会社分割により、株式会社SHIBUYA109エンタテイメントを発足。109MACHIDAを除き、同社へ109の運営を移行。
  - 10月27日 - クイーンズスクエア横浜［アット!］とクイーンズイースト（東急百貨店の子会社が運営）を統合し、みなとみらい東急スクエアを開業。
  - 11月9日 - SHIZUOKA109を全面改装し、静岡東急スクエア開業。
- 2018年（平成30年）
  - 3月28日 - 中央林間とうきゅう（東急中央林間ビル）を全面改装し、中央林間東急スクエアを開業。
  - 4月1日
    - 東京急行電鉄より、二子玉川ライズ・ショッピングセンターおよび東急沿線の駅構内や駅近接で展開している商業施設「etomo（エトモ）」の運営業務を受託[2]。
    - 109MACHIDAをレミィ町田に改称。
- 2019年（令和元年）11月13日 - 旧:グランベリーモールを含めた南町田グランベリーパーク駅（旧:南町田駅）周辺で再開発を行い、グランベリーパークを開業。
- 2020年（令和2年）
  - 4月1日 - 「八王子東急スクエア」の運営から撤退。会社分割により設立した株式会社リオ・モールマネジメントが運営を引き継ぐとともに、同社の全株式を株式会社リオ・コンサルティング（リオグループ）へ譲渡すると発表[3][4][5]。また、施設名称も6月25日より「八王子オクトーレ」に変更される[3][4][5][注 1]。
  - 4月24日 - レミィ五反田を五反田東急スクエアに改称[6]。
- 2022年（令和4年）
  - 3月1日 - 東急ステーションリテールサービスより「MY SWEETS」事業を継承。
  - 3月31日 - 「レミィ町田」の運営から撤退。翌4月より「町田センタービル」として一部テナントは営業継続。